# Tölgyfa-sarlósszövő
A tölgyfa-sarlósszövő (Watsonalla binaria) a sarlósszárnyúfélék családjába tartozó, Európában és Nyugat-Ázsiában honos éjjeli lepkefaj. 

## Megjelenése
A tölgyfa-sarlósszövő szárnyfesztávolsága a hím esetében 2,2-3 cm, a nőstény 2,5-3,8 cm-es.Feje sárga, teste barna vagy sárgásbarna. Az elülső szárny sárgásbarna, hegyes csúcsa sárga vagy sárgás, az oldalsó peremének középső részén lilás. A szárnyakon keresztül két, többszörösen megtört, világossárgás harántvonal húzódik; ezenkívül az alsó peremnél is található egy halvány, hullámos, keskeny sáv. A szárnyak közepén két kis, fekete vagy lilásfekete folt látható. A hátulsó szárny világosabb színű, az elülső szegély mentén és a külső szegletnél élénksárga. Három sárga harántsáv húzódik rajta, közülük a középső a legerősebb és csaknem egyenletesen ívelt, míg a másik kettő hullámos. A hátsó szárny közepén is található egy vagy két apró folt. A szárnyak fonákja sárga, a külső szegélynél szürkés, a rajzolatok nem vagy alig látszanak. A szárnyak rojtja barna és sárgásbarna. 
A nőstények világosabb színűek, főleg az élénksárga hátulsó szárnyak esetén, melynek közepe és töve részben barnás. A szárnyak alapszíne változékony.
Petéi tojásdadok, színük eleinte sárgászöld, majd vörös. 
Hernyója zöld, oldalai piszkosibolyák vagy zöldesbarnák színűek, fehéren pontozottak. Hátán barnán szegélyezett sárga folt látható. Feje mögött a rokon fajokhoz hasonlóan kitolható húsos nyúlvány található. Bábja fehéren behintett feketésbarna színű. 

### Hasonló fajok
Hasonlíthat hozzá a nyárfa-sarlósszövő, az égerfa-sarlósszövő, a csipkés sarlósszövő, a hársfa-sarlósszövő és a bükkfa-sarlósszövő.

## Elterjedése
Európában és Nyugat-Ázsiában (Kaukázus, Örményország) honos. Magyarországon az erdős vidékeken mindenütt előfordul. 

## Életmódja
Lombos erdőkben, parkokban él, ahol hernyójának tápnövénye megtalálható. Éjjel aktív, vonzzák a mesterséges fényforrások.  
Évente két nemzedéke nő fel, imágóit április végétől június elejéig, illetve július elejétől augusztus végéig lehet látni. Ritka szeptemberi példányai egy részleges harmadik nemzedékhez tartoznak. Hernyója elsősorban a tölgyfák, ritkán más lombos fák (hárs, nyír, éger, bükk, stb.) leveleit rágja. Összehúzott levelek között bábozódik, bábként telel át.  

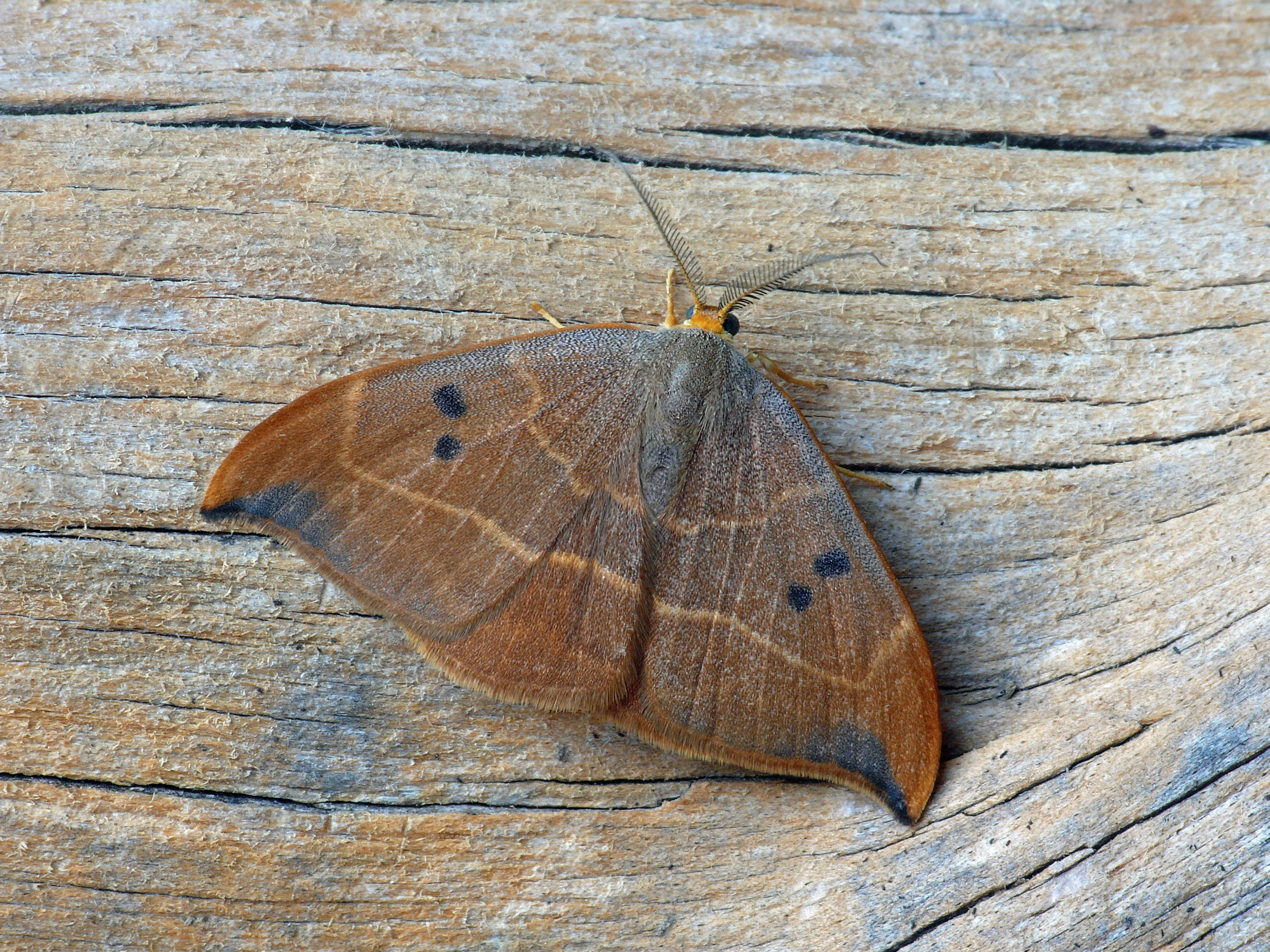
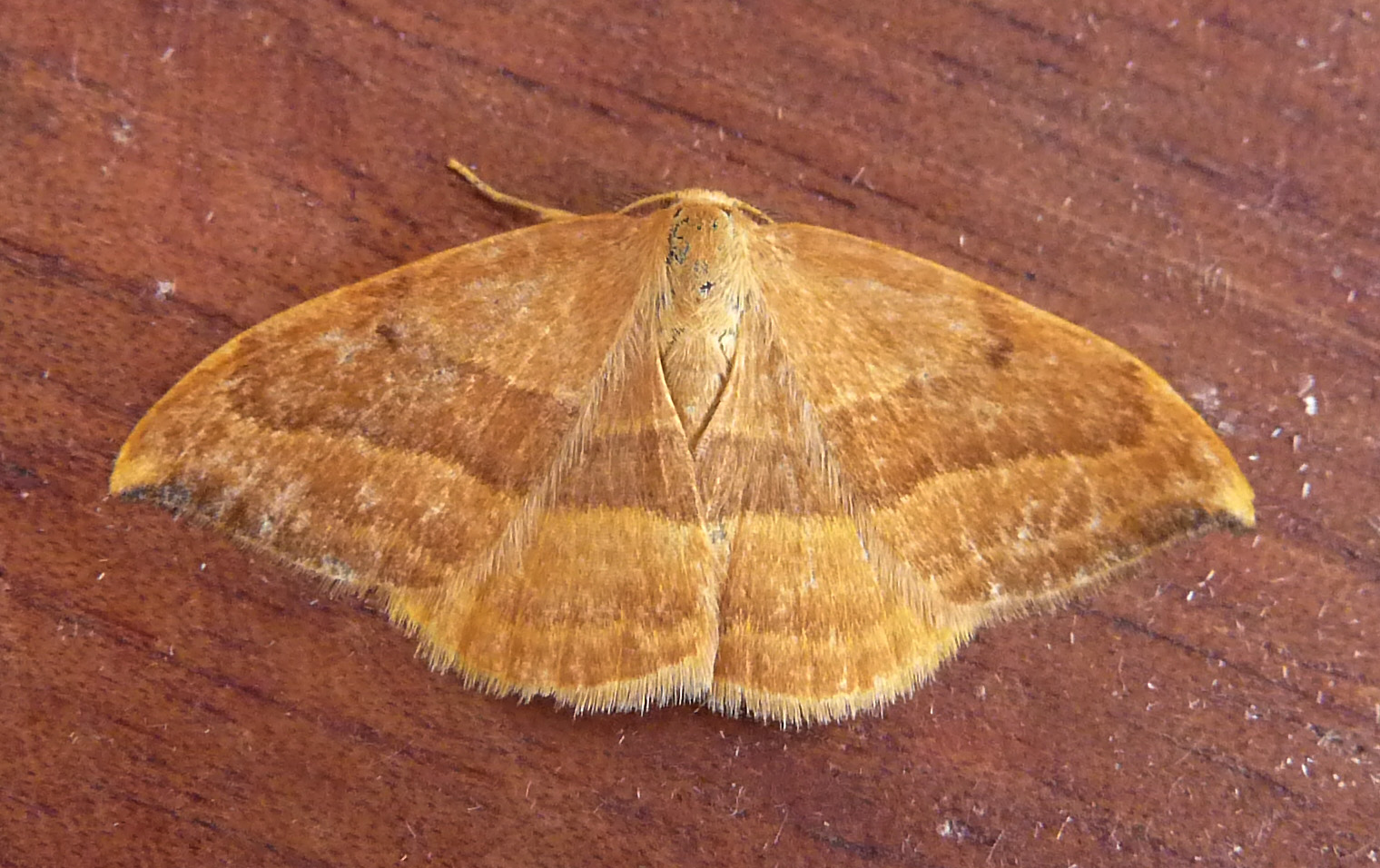
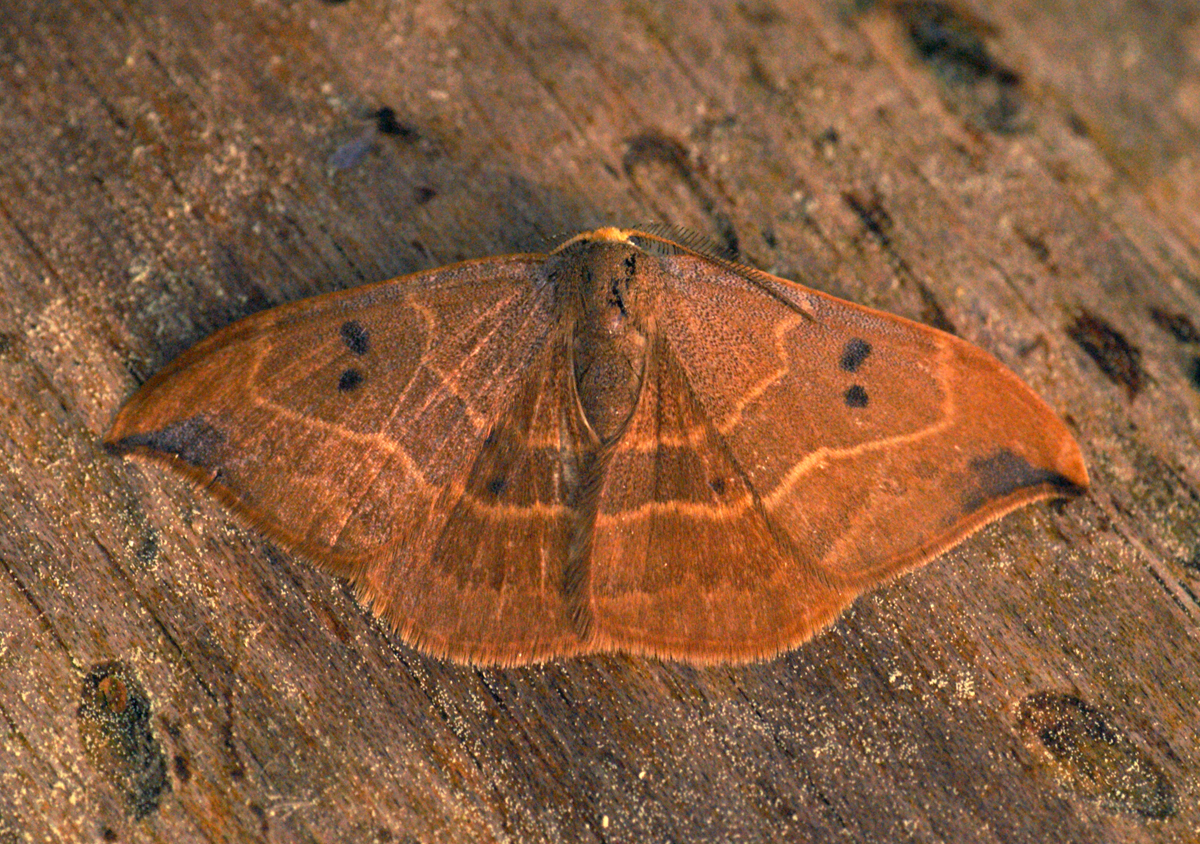
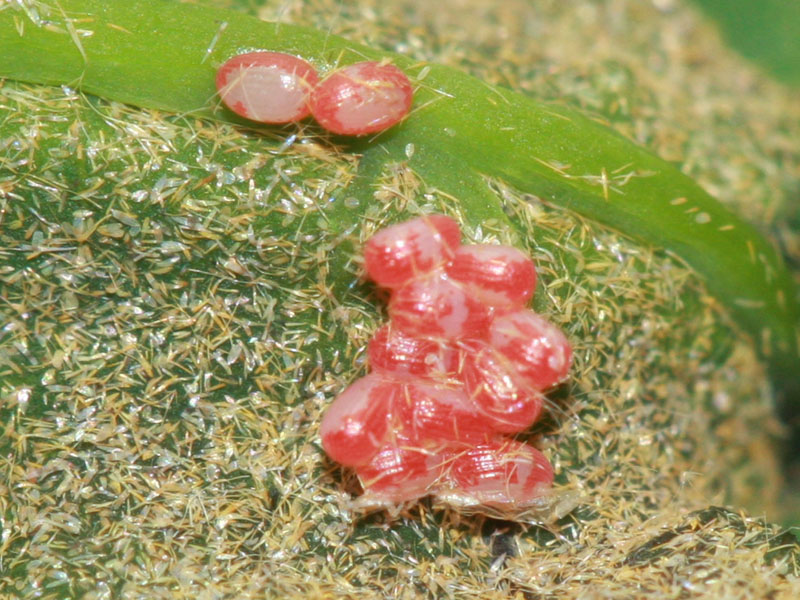
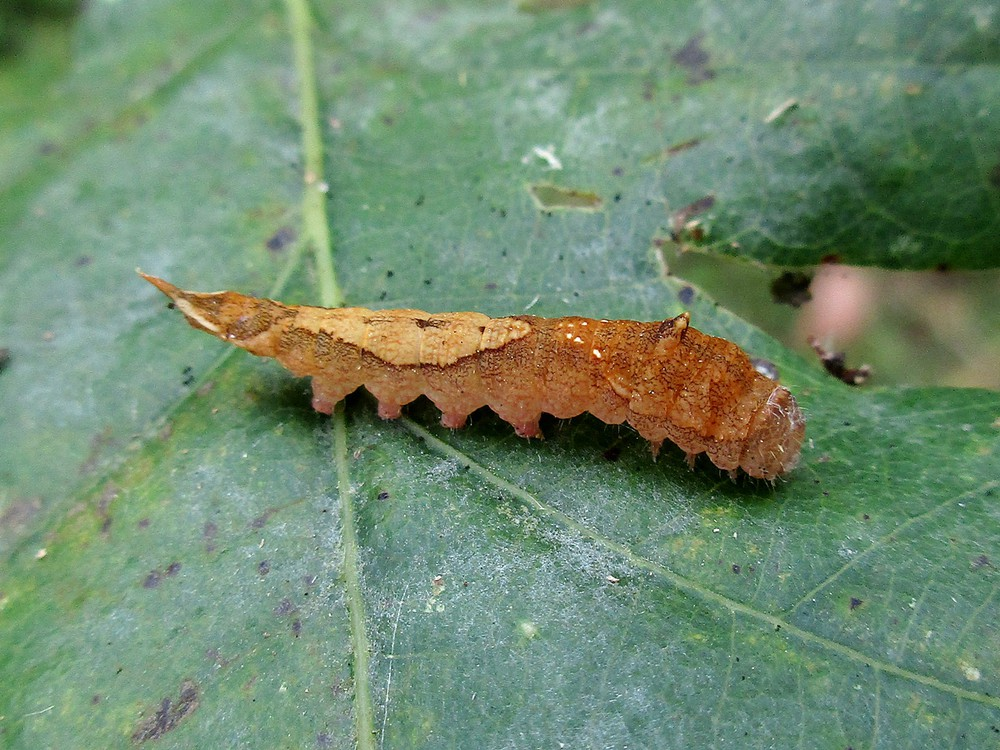

Magyarországon nem védett.